# Programmations des Eurockéennes de Belfort avant 2000
Cet article présente les programmations du festival des Eurockéennes de Belfort avant 2020.

## Années 1980

### Édition 1989
La première édition des Eurockéennes a eu lieu les 23, 24 et 25 juin 1989. Programmation par scène :
- Scène Savoureuse : Catherine Lara, CharlÉlie Couture, Elvis Costello, Jacques Higelin, Maurane
- Scène Malsaucy : Ange, Les Garçons Bouchers, Litfiba, Nina Hagen, Noir Désir
- Scène Evette : Animal Grotesque, Chihuahuas, E 127, Enigmatic Légume, Gamine, Girls Without Curls, Jade, Jean-Louis Mahjun, Les Cyclistes, Les Infidèles, Les Kidnappés De La Pleine Lune, Les Raviolets, Les Zamants, The Blech (de), The Renegades (en), Untel Untel
- Scène Salbert : Anna Prucnal, Christian Blondel, Colette Magny, Elmer Food Beat, Emma Zita, Fabienne Pralon, Les lolitas (it), Mama Bea Tiekelski, Pascal Mathieu, Ravel Chapuis, Véronique Gain, Zaniboni, Michel Buzon

## Années 1990

### Édition 1990
Elle a eu lieu les 22, 23 et 24 juin 1990.
Groupes et artistes présents : Alain Bashung, Arno, Au P'tit Bonheur, Auktision, Cheb Kader, Jean-Louis Aubert, Khéops, Kunsertu (it), Miss B. Haven (de), Nuit d'Octobre, Okeztra Luna, Park Café, Rictus, Roe, Santana, Texas, The Essence (es), Top Model, Trio Bulgarka, Trovante (pt), Trypes.
Tempête sur le Malsaucy pour la deuxième édition des Eurockéennes. Par mesure de sécurité, de nombreux concerts sont annulés (Davy Spillane Band, Hubert-Félix Thiéfaine, Les Garçons Bouchers, P.V.O., Stephan Eicher, Stéphane Riva).

### Édition 1991
Elle a eu lieu les 28, 29 et 30 juin 1991. Programmation par scène :
- Scène A : The House of Love, INXS, Joe Jackson, Mano Negra, Pixies, Raoul Petite
- Scène B : Axel Bauer, Cecil' No, El Ultimo, Elmer Food Beat, James, John Cale, Kromozom, Lefdup, Pigalle, Red Rain Coat, The Charlatans, The Wailers, V.V., Les VRP
- Scène C : Au P'tit Bonheur, Garaz, Jivaros Quartet, Kheops (DJ), La Strada, Les Tétines Noires, Lionel D., One Million Bulgarians (pl), Shredded Ermines, Wromble Experience

### Édition 1992
Elle a eu lieu les 2, 3 et 4 juillet 1992. Programmation par scène :
- Scène A : Bob Dylan, Bryan Adams, James Brown, Lou Reed, Moe Tucker, Morrissey, Ned's Atomic Dustbin, Rufus Thomas, The Wedding Present
- Scène B : Alpha Blondy, Black Maria, CharlÉlie Couture, Dix Petits Indiens, Dominic Sonic, Fishbone, Fools, Jade, Les Négresses Vertes, Little Nemo, Love Bizarre, Manic Street Preachers, Mike Rimbaud, Milena, Sapho, Sunset, Urban Dance Squad, Welcome To Julian, Wilko Johnson
- Scène C : Anechoïc Chamber, Betty Boop, Francis Décamps, Happy Drivers, Kafkha, La Nuit Venue, Les Freluquets, Les Infidèles, Planète Zen, Résistance

### Édition 1993
Elle a eu lieu les 2, 3 et 4 juillet 1993. Programmation par scène :
- Scène A : The Black Crowes, Jean-Louis Aubert, Lenny Kravitz, Living Colour, Midnight Oil, Noir Désir, Willy DeVille
- Scène B : Calvin Russell, Chris Isaak, Disposible Heroes of Hiphoprisy, Faith No More, Galliano, Jesus Jones, The Lemonheads, Little Bob, MC Solaar, Sonic Youth, The Frank and Walters, Ziggy Marley
- Scène C : Ca Plait Aux Filles, Democrate D., French Lovers, Gene Clarcksville, Sages Poètes de la Rue, Massilia Sound System, Mau Mau, Ménélik Et La Tribu, Mr Kuriakin, Rattlesnakes, Roadrunners, Soon E MC, Tom Fools, Blonde Amer

### Édition 1994
Elle a eu lieu les 1, 2 et 3 juillet 1994. Programmation par scène :
- Scène A : Björk, Khaled, The Pretenders, Rage Against the Machine, Les Rita Mitsouko, Stephan Eicher, ZZ Top
- Scène B : Blind Fish, Burma Shave, Chaka Demus & Pliers, F.F.F., Gary Clail, Grant Lee Buffalo, IAM, Thugs, Morphine, Spin Doctors, Swell, The Posies, Therapy?
- Scène C : Fabulous Trobadors, Fly & the tox, Helmet, Human Spirit, No One Is Innocent, Nyah Fearties, Rachid Taha, Sons Of The Desert, Well Spotted

### Édition 1995
Elle a eu lieu les 7, 8 et 9 juillet 1995. Programmation par scène :
- Scène A : Blur, The Cure, Jamiroquai, Page & Plant, Public Enemy, Renaud, Sheryl Crow, Terence Trent D'Arby
- Scène B : Ange, Arno, Ben Harper, Body Count, Dave Matthews Band, dEUS, Dreadzone, Earthling, Edwyn Collins, Jeff Buckley, Oasis, Paradise Lost, Paul Weller, The Roots, Rosco Martinez, Senser, Spearhead
- Scène C : 18th Dye, Aleister, Alliance Ethnik, Burning Heads, Dag, Gérald de Palmas, Dodge Veg-O-Matic, Juliabirds, Marauder's, Oil-Len, Phobimaniacs, Silverchair, Supergrass, Ultimatum

### Édition 1996
Elle a eu lieu le 5, 6 et 7 juillet 1996. Programmation par scène :
- Grande scène : Beck, David Bowie, Foo Fighters, Lou Reed, Nick Cave, Red Hot Chili Peppers, Sepultura, Skunk Anansie, The Presidents of the United States of America
- Chapiteau : Ash, The Bluetones, Dog Eat Dog, Frank Black, Fun Lovin' Criminals, Me'shell Ndegeocello, Ministry, Miossec, Suprême NTM, Patti Smith, Raggasonic, Silmarils
- Scène Territoire de musiques : Astonvilla, The Bates, Dominique A, Fugucheri, Ginkgo, The Little Rabbits, Loudblast, Oneyed Jack, Red Cardell, Skwatt, Theo Hakola, Trashcan Juice, Ultra Orange

### Édition 1997
Elle a eu lieu les 4, 5 et 6 juillet 1997. Groupes présents :
- Vendredi : Mad Pop’X, Addict, Channel Zero, Biohazard, Mass Hysteria, Live, Radiohead, Spicy Box, Supergrass, The Smashing Pumpkins, The Chemical Brothers
- Samedi : Oobik and The Pucks, Stereophonics, Melville, Babybird, No One Is Innocent, Nada Surf, Marcel et son Orchestre, FFF, Noir Désir
- Dimanche : Sloy, 16 Horsepower, Silverchair, Rollins Band, Placebo, Paul Personne, Suède, Simple Minds

### Édition 1998
Elle a eu lieu le 3, 4 et 5 juillet 1998. Programmation par scène :
- Grande scène : Cornershop, Faudel, Heather Nova, Iggy Pop, Jon Spencer Blues Explosion, Louise Attaque, Suprême NTM, Portishead, Pulp, Rammstein, Sean Lennon, Suicidal Tendencies, Texas. Annoncés dans le dossier de presse, Aerosmith et Marilyn Manson ne sont pas venus.
- Chapiteau : Asian Dub Foundation, Cubanismo, The Divine Comedy, Dolly, Hotei, Jean-Louis Aubert, Morcheeba, Passi, Pigalle, Pills, The Prodigy, Underworld
- Scène Territoire de musiques : Automatics, Awake, CSI, Djoloff (de), Fonky Family, Hare, Jeremy, Jim White, K's Choice, Marc Em, Tabula rasa, Tortoise, Useless

### Édition 1999
Elle a eu lieu les 8, 9, 10 et 11 juillet 1999. Programmation par scène :
- Grande scène : Al Green, Blondie, Eagle-Eye Cherry, Lenny Kravitz, Marilyn Manson, Matmatah, Metallica, Monster Magnet, Placebo, Skunk Anansie, Hubert-Félix Thiéfaine
- Chapiteau : Angra, The Black Crowes, The Cardigans, Cheb Mami, GusGus, Lofofora, LTNO, Mass Hysteria, Mercury Rev, P18, Pierpoljak, Stereophonics, Tricky
- Scène Territoire de musiques : Bloodhound Gang, Calexico, Cree Summer, Creed, Everlast, Faf Larage, Jail, JMPZ, Masnada, Mercyful Fate, Miskeen, NOI, Polar, Popa Chubby, Rinôçérôse, Shovel, Virago